# Gabriela Dabrowski
Gabriela «Gaby» Dabrowski (Ottawa, 1 d'abril de 1992) és una jugadora professional de tennis canadenca d'ascendència polonesa.
Va destacar en les categories de dobles amb tres títols de Grand Slam, un en dobles femenins i dos en dobles mixts: el US Open (2023), el Roland Garros (2017) i l'Open d'Austràlia (2018), esdevenint la primera tennista canadenca en guanyar un títol de Grand Slam. Va arribar al quart lloc del rànquing de dobles femenins l'any 2022.
Va guanyar el seu primer torneig de dobles femení de la WTA a l'agost del 2014, al costat de Shuko Aoyama, a Washington DC.
Ha format part de l'equip canadenc de la Billie Jean King Cup en diverses ocasions i va col·laborar en la consecució del títol en l'edició de 2023.

## Biografia
Filla de Wanda i Yurek Dabrowski. Va començar a jugar a tennis als 7 anys amb una amiga al parc de casa seva, i després el seu pare va començar a entrenar-la. Parla anglès, francès i polonès.

## Torneigs de Grand Slam

### Dobles femenins: 3 (1−2)
| Resultat   | Núm. | Any  | Torneig       | Parella        | Oponents                           | Marcador       |
| ---------- | ---- | ---- | ------------- | -------------- | ---------------------------------- | -------------- |
| Finalista  | 1.   | 2019 | Wimbledon     | Xu Yifan       | Hsieh Su-wei Barbora Strýcová      | 2−6, 4−6       |
| Guanyadora | 1.   | 2023 | US Open       | Erin Routliffe | Laura Siegemund Vera Zvonariova    | 7−6(9), 6−3    |
| Finalista  | 2.   | 2024 | Wimbledon (2) | Erin Routliffe | Kateřina Siniaková Taylor Townsend | 6−7(5), 6−7(1) |

### Dobles mixts: 4 (2−2)
| Resultat   | Núm. | Any  | Torneig           | Parella       | Oponents                         | Marcador            |
| ---------- | ---- | ---- | ----------------- | ------------- | -------------------------------- | ------------------- |
| Guanyadora | 1.   | 2017 | Roland Garros     | Rohan Bopanna | Anna-Lena Grönefeld Robert Farah | 2−6, 6−2, [12−10]   |
| Guanyadora | 2.   | 2018 | Open d'Austràlia  | Mate Pavić    | Tímea Babos Rohan Bopanna        | 2−6, 6−4, [11−9]    |
| Finalista  | 1.   | 2018 | Roland Garros     | Mate Pavić    | Latisha Chan Ivan Dodig          | 1−6, 7−6(5), [8−10] |
| Finalista  | 2.   | 2019 | Roland Garros (2) | Mate Pavić    | Latisha Chan Ivan Dodig          | 1−6, 6−7(5)         |

## Jocs Olímpics

### Dobles mixts
| Any  | Campionat                    | Parella               | Oponents                    | Resultat    |
| ---- | ---------------------------- | --------------------- | --------------------------- | ----------- |
| 2024 | Jocs Olímpics, París, França | Félix Auger-Aliassime | Demi Schuurs Wesley Koolhof | 6−3, 7−6(2) |

## Palmarès

### Dobles femenins: 38 (18−20)
| 2009 − 2020             | Després de 2021 |
| ----------------------- | --------------- |
| Grand Slam (1−2)        |                 |
| WTA Finals (1−0)        |                 |
| Premier Mandatory (1−2) | WTA 1000 (2−6)  |
| Premier 5 (1−1)         | WTA 1000 (2−6)  |
| Premier (3−3)           | WTA 500 (3−3)   |
| International (4−3)     | WTA 250 (2−0)   |

| Títols per superfície |
| --------------------- |
| Dura (12−12)          |
| Gespa (3−4)           |
| Terra batuda (3−4)    |

| Resultat   | Núm. | Data                   | Torneig                          | Superfície   | Parella                     | Oponents                               | Marcador            |
| ---------- | ---- | ---------------------- | -------------------------------- | ------------ | --------------------------- | -------------------------------------- | ------------------- |
| Finalista  | 1.   | 25 de maig de 2013     | Brussel·les, Bèlgica             | Terra batuda | Shahar Pe'er                | Anna-Lena Grönefeld Květa Peschke      | 0−6, 3−6            |
| Finalista  | 2.   | 13 d'octubre de 2013   | Linz, Àustria                    | Dura (i)     | Alicja Rosolska             | Karolína Plísková Kristýna Plíšková    | 6−7(6), 4−6         |
| Guanyadora | 1.   | 3 d'agost de 2014      | Washington DC, Estats Units      | Dura         | Shuko Aoyama                | Hiroko Kuwata Kurumi Nara              | 6−1, 6−2            |
| Guanyadora | 2.   | 8 de març de 2015      | Monterrey, Mèxic                 | Dura         | Alicja Rosolska             | Anastassia Rodiónova Arina Rodiónova   | 6−3, 2−6, [10−3]    |
| Finalista  | 3.   | 12 de juny de 2016     | Nottingham, Regne Unit           | Gespa        | Yang Zhaoxuan               | Andrea Hlaváčková Peng Shuai           | 5−7, 6−3, [7−10]    |
| Guanyadora | 3.   | 19 de juny de 2016     | Mallorca, Espanya                | Gespa        | María José Martínez Sánchez | Anna-Lena Friedsam Laura Siegemund     | 6−4, 6−2            |
| Finalista  | 4.   | 15 de gener de 2017    | Hobart, Austràlia                | Dura         | Yang Zhaoxuan               | Raluca Olaru Olga Savchuk              | 6−0, 4−6, [5−10]    |
| Guanyadora | 4.   | 2 d'abril de 2017      | Miami, Estats Units              | Dura         | Xu Yifan                    | Sania Mirza Barbora Strýcová           | 6−4, 6−3            |
| Guanyadora | 5.   | 26 d'agost de 2017     | New Haven, Estats Units          | Dura         | Xu Yifan                    | Ashleigh Barty Casey Dellacqua         | 3−6, 6−3, [10−8]    |
| Guanyadora | 6.   | 13 de gener de 2018    | Sydney, Austràlia                | Dura         | Xu Yifan                    | Latisha Chan A. Sestini Hlaváčková     | 6−3, 6−1            |
| Guanyadora | 7.   | 17 de febrer de 2018   | Doha, Qatar                      | Dura         | Jeļena Ostapenko            | Andreja Klepač M.J. Martínez Sánchez   | 6−3, 6−3            |
| Guanyadora | 8.   | 30 de juny de 2018     | Eastbourne, Regne Unit           | Gespa        | Xu Yifan                    | Irina-Camelia Begu Mihaela Buzărnescu  | 6−3, 7−5            |
| Finalista  | 5.   | 7 d'octubre de 2018    | Pequín, Xina                     | Dura         | Xu Yifan                    | A. Sestini Hlaváčková Barbora Strýcová | 6−4, 4−6, [8−10]    |
| Finalista  | 6.   | 12 de maig de 2019     | Madrid, Espanya                  | Terra batuda | Xu Yifan                    | Hsieh Su-wei Barbora Strýcová          | 3−6, 1−6            |
| Guanyadora | 9.   | 25 de maig de 2019     | Nuremberg, Alemanya              | Terra batuda | Xu Yifan                    | Sharon Fichman Nicole Melichar         | 4−6, 7−6(5), [10−5] |
| Finalista  | 7.   | 14 de juliol de 2019   | Wimbledon, Regne Unit            | Gespa        | Xu Yifan                    | Hsieh Su-wei Barbora Strýcová          | 2−6, 4−6            |
| Finalista  | 8.   | 18 de gener de 2020    | Adelaida, Austràlia              | Dura         | Darija Jurak                | Nicole Melichar Xu Yifan               | 6−2, 5−7, [5−10]    |
| Finalista  | 9.   | 29 de febrer de 2020   | Doha                             | Dura         | Jeļena Ostapenko            | Hsieh Su-wei Barbora Strýcová          | 2−6, 7−5, [2−10]    |
| Finalista  | 10.  | 25 d'octubre de 2020   | Ostrava, Txèquia                 | Dura (i)     | Luisa Stefani               | Elise Mertens Arina Sabalenka          | 1−6, 3−6            |
| Finalista  | 11.  | 8 de maig de 2021      | Madrid (2)                       | Terra batuda | Demi Schuurs                | Barbora Krejčíková Kateřina Siniaková  | 4−6, 3−6            |
| Finalista  | 12.  | 8 d'agost de 2021      | San Jose, Estats Units           | Dura         | Luisa Stefani               | Darija Jurak Andreja Klepač            | 1−6, 5−7            |
| Guanyadora | 10.  | 15 d'agost de 2021     | Mont-real, Canadà                | Dura         | Luisa Stefani               | Darija Jurak Andreja Klepač            | 6−3, 6−4            |
| Finalista  | 13.  | 21 d'agost de 2021     | Cincinnati, Estats Units         | Dura         | Luisa Stefani               | Samantha Stosur Zhang Shuai            | 5−7, 3−6            |
| Guanyadora | 11.  | 7 de maig de 2022      | Madrid                           | Terra batuda | Giuliana Olmos              | Desirae Krawczyk Demi Schuurs          | 7−6(1), 5−7, [10−7] |
| Finalista  | 14.  | 15 de maig de 2022     | Roma, Itàlia                     | Terra batuda | Giuliana Olmos              | Veronika Kudermétova A. Pavliutxénkova | 6−1, 4−6, [7−10]    |
| Guanyadora | 12.  | 18 de setembre de 2022 | Chennai, Índia                   | Dura         | Luisa Stefani               | Anna Blinkova Natela Dzalamidze        | 6−1, 6−2            |
| Guanyadora | 13.  | 25 de setembre de 2022 | Tòquio, Japó                     | Dura         | Giuliana Olmos              | N. Melichar-Martinez Ellen Perez       | 6−4, 6−4            |
| Finalista  | 15.  | 16 d'octubre de 2022   | San Diego, Estats Units          | Dura         | Giuliana Olmos              | Coco Gauff Jessica Pegula              | 6−1, 5−7, [4−10]    |
| Guanyadora | 14.  | 10 de setembre de 2023 | US Open, Estats Units            | Dura         | Erin Routliffe              | Laura Siegemund Vera Zvonariova        | 7−6(9), 6−3         |
| Finalista  | 16.  | 24 d'octubre de 2023   | Guadalajara, Mèxic               | Dura         | Erin Routliffe              | Storm Hunter Elise Mertens             | 6−3, 2−6, [4−10]    |
| Guanyadora | 15.  | 15 d'octubre de 2023   | Zhengzhou, Xina                  | Dura         | Erin Routliffe              | Shuko Aoyama Ena Shibahara             | 6−2, 6−4            |
| Finalista  | 17.  | 31 de març de 2024     | Miami                            | Dura         | Erin Routliffe              | Sofia Kenin B. Mattek-Sands            | 6−4, 6−7(5), [9−11] |
| Guanyadora | 16.  | 17 de juny de 2024     | Nottingham                       | Gespa        | Erin Routliffe              | Harriet Dart Diane Parry               | 5−7, 6−3, [11−9]    |
| Finalista  | 18.  | 30 de juny de 2024     | Eastbourne                       | Gespa        | Erin Routliffe              | Liudmila Kitxenok Jeļena Ostapenko     | 7−5, 6−7(2), [8−10] |
| Finalista  | 19.  | 14 de juliol de 2024   | Wimbledon (2)                    | Gespa        | Erin Routliffe              | Kateřina Siniaková Taylor Townsend     | 6−7(5), 6−7(1)      |
| Finalista  | 20.  | 12 d'agost de 2024     | Toronto                          | Dura         | Erin Routliffe              | Caroline Dolehide Desirae Krawczyk     | 6−7(2), 6−3, [7−10] |
| Guanyadora | 17.  | 9 de novembre de 2024  | WTA Finals, Riad, Aràbia Saudita | Dura (i)     | Erin Routliffe              | Kateřina Siniaková Taylor Townsend     | 7−5, 6−3            |
| Guanyadora | 18.  | 20 d'abril de 2025     | Stuttgart, Alemanya              | Terra batuda | Erin Routliffe              | Ekaterina Alexandrova Zhang Shuai      | 6−3, 6−3            |

### Dobles mixts: 4 (2−2)
| Llegenda                 |
| ------------------------ |
| Grand Slam (2−2)         |
| Jocs Olímpics Bronze (1) |
| WTA Finals (0−0)         |
| WTA 1000 (0−0)           |
| WTA 500 (0−0)            |
| WTA 250 (0−0)            |

| Títols per superfície |
| --------------------- |
| Dura (1−0)            |
| Gespa (0−0)           |
| Terra batuda (1−2)    |

| Resultat   | Núm. | Data                | Torneig                      | Superfície   | Parella               | Oponents                         | Marcador            |
| ---------- | ---- | ------------------- | ---------------------------- | ------------ | --------------------- | -------------------------------- | ------------------- |
| Guanyadora | 1.   | 31 de maig de 2017  | Roland Garros, França        | Terra batuda | Rohan Bopanna         | Anna-Lena Grönefeld Robert Farah | 2−6, 6−2, [12−10]   |
| Guanyadora | 2.   | 19 de gener de 2018 | Open d'Austràlia, Austràlia  | Dura         | Mate Pavić            | Tímea Babos Rohan Bopanna        | 2−6, 6−4, [11−9]    |
| Finalista  | 1.   | 25 de maig de 2018  | Roland Garros                | Terra batuda | Mate Pavić            | Latisha Chan Ivan Dodig          | 1−6, 7−6(5), [8−10] |
| Finalista  | 2.   | 29 de maig de 2019  | Roland Garros (2)            | Terra batuda | Mate Pavić            | Latisha Chan Ivan Dodig          | 1−6, 6−7(5)         |
| Guanyadora | −    | 4 d'agost de 2024   | Jocs Olímpics, París, França | Terra batuda | Félix Auger-Aliassime | Demi Schuurs Wesley Koolhof      | 6−3, 7−6(2)         |

### Equips: 1 (1−0)
| Resultat   | Núm. | Data                   | Torneig                                | Superfície | Equip                                                            | Oponents                                                                                   | Marcador |
| ---------- | ---- | ---------------------- | -------------------------------------- | ---------- | ---------------------------------------------------------------- | ------------------------------------------------------------------------------------------ | -------- |
| Guanyadora | 1.   | 12 de novembre de 2023 | Billie Jean King Cup, Sevilla, Espanya | Dura (i)   | Eugenie Bouchard Leylah Fernandez Rebecca Marino Marina Stakusic | Lucia Bronzetti Elisabetta Cocciaretto Jasmine Paolini Lucrezia Stefanini Martina Trevisan | 2−0      |

## Trajectòria

### Dobles femenins
| Open d'Austràlia | A   | A    | A    | A           | A           | A           | A     | A           | A           | 3R          | 1R    | 2R          | QF          | 1R          | QF          | 2R          | 2R          | 3R | SF | 0 / 10    | 17 – 10   |
| Roland Garros | A   | A    | A    | A           | A           | A           | A     | A           | 2R          | 1R          | 2R    | 3R          | 3R          | QF          | 3R          | 3R          | 3R          | 3R |    | 0 / 10    | 16 – 10   |
| Wimbledon | A   | A    | A    | A           | A           | A           | A     | Q1          | 1R          | 1R          | 2R    | 1R          | SF          | F           | NC          | 1R          | 3R          | 1R |    | 0 / 9     | 12 – 9    |
| US Open | A   | A    | A    | A           | A           | A           | A     | A           | 3R          | 1R          | 1R    | QF          | 2R          | QF          | QF          | SF          | QF          | G  |    | 1 / 10    | 23 – 9    |
| Jocs Olímpics | NC  | NC   | A    | No celebrat | No celebrat | No celebrat | A     | No celebrat | No celebrat | No celebrat | 2R    | No celebrat | No celebrat | No celebrat | No celebrat | 1R          | NC          | NC |    | 0 / 2     | 1 − 2     |
| WTA Finals | A   | A    | A    | A           | A           | A           | A     | A           | A           | A           | A     | QF          | QF          | RR          | NC          | A           | RR          | SF |    | 0 / 5     | 5 – 7     |
| WTA Elite Trophy | A   | A    | A    | A           | A           | A           | A     | A           | A           | RR          | A     | A           | A           | A           | No celebrat | No celebrat | No celebrat | A  |    | 0 / 1     | 0 – 2     |
| Total Victòries−Derrotes | 2−2 | 5−2  | 5−11 | 6−8         | 9−6         | 19−18       | 28−15 | 32−20       | 27−22       | 19−27       | 29−27 | 37−25       | 37−18       | 40−25       | 20−11       | 31−18       | 36−16       |    |    | 262 – 198 | 262 – 198 |
| Rànquing a final d'any | –   | 1010 | 371  | 580         | 321         | 224         | 138   | 65          | 58          | 48          | 39    | 18          | 10          | 8           | 10          | 7           |             |    |    |           |           |
| Llegenda: G: Guanyadora; F: Finalista; SF: Semifinalista; QF: Quarts de final; Q: Qualificació; A: Absent; RR: Round Robin; |     |      |      |             |             |             |       |             |             |             |       |             |             |             |             |             |             |    |    |           |           |

### Dobles mixts
| Open d'Austràlia | A  | A  | QF          | G           | QF          | SF          | QF | 1R | 2R | QF | 1 / 8 | 17 – 7 |
| Roland Garros | A  | A  | G           | F           | F           | NC          | 1R | SF | SF |    | 1 / 6 | 19 – 5 |
| Wimbledon | 1R | 3R | QF          | 3R          | 3R          | NC          | QF | QF | 1R |    | 0 / 8 | 9 – 8  |
| US Open | A  | QF | QF          | 2R          | QF          | NC          | 2R | 2R | 1R |    | 0 / 7 | 9 – 7  |
| Jocs Olímpics | NC | A  | No celebrat | No celebrat | No celebrat | No celebrat | 1R | NC | NC |    | 0 / 1 | 0 – 1  |
| Llegenda: G: Guanyadora; F: Finalista; SF: Semifinalista; QF: Quarts de final; Q: Qualificació; A: Absent; RR: Round Robin; |    |    |             |             |             |             |    |    |    |    |       |        |

## Guardons
- Peachy Kellmeyer Player Service Award (2022)[2]